# La camera di sangue
La camera di sangue (o La camera di sangue e altre storie) è un'antologia di racconti di Angela Carter. Fu pubblicato per la prima volta nel Regno Unito nel 1979 dalla casa editrice Vintage e vinse il Cheltenham Festival Literary Prize. Tutte le storie di questo libro sono una riscrittura delle fiabe e favole più conosciute. A questo proposito Angela Carter ha affermato:
L'antologia consta di dieci racconti: La camera di sangue (The Bloody Chamber), La corte di Mr. Lyon (The Courtship of Mr. Lyon), La sposa della tigre (The Tiger's Bride), Il gatto con gli stivali (Puss-in-Boots), Il re degli elfi (The Erl-King), La bambina di neve (The Snow Child), La signora della casa dell'amore (The Lady of the House of Love), Il lupo mannaro (The Werewolf), La compagnia di lupi (The Company of Wolves) e Lupo-Alice (Wolf-Alice).
Le storie hanno una lunghezza molto varia: La camera di sangue è lunga "più del doppio di tutte le altre, addirittura circa trenta volte più lunga rispetto alla più breve della raccolta, La figlia della neve, che è quasi una vignetta".
Le storie di quest'antologia sono state ristampate in Nell'antro dell'alchimista (Burning Your Boats), raccolta curata dall'autrice stessa.

## Riassunti delle trame
I racconti contenuti in La camera di sangue si rifanno esplicitamente alle fiabe. La Carter si ispirò indubbiamente alle storie di Charles Perrault, che scrisse e raccolse le fiabe della tradizione orale, tradotte dalla stessa autrice poco prima di questa sua antologia.

### La camera di sangue
(ispirato a Barbablù)
Una giovane adolescente sposa un vecchio e ricco marchese francese che non ama. Arrivata al suo castello, la ragazza si rende conto che egli si sollazza con la pornografia sadica e che prova piacere nel vedere il suo imbarazzo. La giovane è una pianista di talento e quando il giovane e non vedente accordatore di pianoforti che frequenta la proprietà sente la musica che ella suona, si innamora perdutamente di lei. Un giorno il marito la informa che deve partire per un viaggio d'affari e le vieta, mentre lui è via, di entrare in una particolare camera. In sua assenza la ragazza disobbedisce a tale ordine entrando nella stanza, dove, vedendo i cadaveri delle precedenti mogli del marchese, scopre appieno l'entità delle sue tendenze perverse e criminali. Il coraggioso accordatore di pianoforti vuole stare con lei nonostante sappia di non poterla salvare. A farlo, infatti, alla fine del racconto sarà la madre della ragazza, che arriva giusto in tempo prima che il marchese la uccida e gli spara.

### La corte di Mr. Lyon
(ispirato a La Bella e la Bestia – è popolare il concetto di Bestia raffigurata come leone. Si veda a tal proposito la versione cinematografica francese della fiaba, 1946)
Il padre di Bella, avendo avuto qualche problema con la sua auto, approfitta dell'ospitalità di uno sconosciuto. Egli ruba al suo benefattore, la Bestia, una rosa bianca miracolosa per portarla alla sua amata figliola. Irritato, la Bestia si tiene Bella come ospite nell'attesa di riavere dall'uomo la sua fortuna. Successivamente Bella torna a Londra dal padre, dimenticandosi quasi della Bestia e causando così in lui gran dolore. Quando la giovane apprende che egli è in fin di vita, torna da lui e lo salva. Bella e la Bestia si rivelano l'un l'altra il proprio amore e finalmente l'umanità della Bestia viene rivelata.

### La sposa della tigre
(anch'essa ispirata a La Bella e la Bestia)
Una donna abita con un misterioso "Milord" mascherato, la Bestia, dopo che suo padre l'ha persa a carte. Si scopre in seguito che tale Milord è una tigre. In una conclusione opposta a quella de La corte di Mr. Lyon, l'eroina si trasforma in una gloriosa tigre, la giusta compagna della Bestia, che d'ora in poi onorerà la propria natura senza più mascherarsi da essere umano.

### Il gatto con gli stivali
(ispirato a Il gatto con gli stivali)
Il gatto Figaro condivide i suoi giorni con un giovane dissoluto che vive una vita di corruzione. La loro è un'esistenza libera da preoccupazioni, in cui il gatto aiuta l'uomo a far soldi barando a carte, finché questi non si innamora (con enorme disgusto di Figaro) di una ragazza rinchiusa in una torre da un vecchio e avaro marito che dispone di lei come di una proprietà. Il gatto, sperando che l'amico si stanchi della donna una volta possedutala, lo aiuta a infilarsi nel letto della sua amata giocando dei tiri al vecchio marito e al custode della torre. Anche Figaro, però, trova l'amore nella gattina della ragazza, insieme a cui pianifica di far malamente inciampare il vecchio così che muoia nella caduta.

### Il re degli elfi
(un adattamento delle storie folcloristiche sul re degli elfi, una sorta di spiritello dei boschi)
Una fanciulla cammina per il bosco e viene sedotta dal sinistro re degli elfi, apparente personificazione della foresta stessa. Tuttavia, ella scopre ben presto che egli ha in mente di imprigionarla e così lo uccide.

### La bambina di neve
(ispirata a un'oscura variante di Biancaneve)
Un conte e una contessa cavalcano nel pieno dell'inverno. Il conte, vedendo la neve sulla terra, esprime il desiderio di avere una bambina “bianca come la neve”. Manifesta poi desideri analoghi vedendo una piccola pozza di sangue nella neve e un corvo. Non appena esprime quest'ultimo desiderio, una bambina dalle esatte sembianze della descrizione del conte appare all'altro lato della strada. Ogni sua attenzione, ora, è rivolta alla fanciulla, con profondo dispiacere della contessa, al cui comando la bambina raccoglie una rosa da cui viene punta e muore. Il conte allora ne stupra il cadavere, che poi si scioglie nella neve, lasciando solo una macchia di sangue, una piuma nera e la rosa rossa che la bambina aveva raccolto.

### La signora della casa dell'amore
(vagamente ispirata a La bella addormentata nel bosco)
Un soldato inglese sta attraversando la Romania in bicicletta e si imbatte in una magione abitata da una vampira, che intende cibarsi di lui, ma la purezza e la verginità del giovane hanno un curioso effetto su di lei.

### Il lupo mannaro
(ispirata a Cappuccetto Rosso)
Una ragazza sta andando a fare visita alla nonna, ma sulla strada incontra un lupo mannaro, a cui recide una zampa con il suo coltello. Arrivata dalla nonna, che delira dalla febbre ed è senza una mano, la zampa diventa una mano con al dito l'anello della nonna. Scoperta come il lupo mannaro, la nonna viene lapidata a morte, e la ragazza eredita tutte le sue proprietà.

### La compagnia di lupi
(adattamento di Cappuccetto Rosso)
Una giovane incontra un ragazzo affascinante mentre cammina per il bosco verso la casa della nonna. A sua insaputa il giovane arriva prima di lei e uccide la nonna. Egli, che è un lupo travestito, le dice di togliersi e bruciare tutti i suoi vestiti uno a uno, mentre lei gli volge delle osservazioni simili a quelle della fiaba classica, come "Che denti grandi che hai!", cui egli replica "È per mangiarti meglio!". E lei ride senza esserne intimorita. La storia finisce così: "Guardate! Dolcemente e sonoramente ella dorme nel letto della nonna tra le zampe del tenero lupo".

### Lupo-Alice
(ispirata a un'oscura variante di Cappuccetto Rosso e con dei riferimenti ad Alice nel Paese delle Meraviglie. Esplora il viaggio verso la soggettività e la coscienza di sé dal punto di vista di una bambina allevata dagli animali)
Una bambina, allevata dai lupi e che certe monache hanno tentato invano di civilizzare, viene lasciata nella casa di un mostruoso e vampiresco duca. Ella si rende conto gradualmente della propria identità di donna e prova persino compassione per il duca.

## Storia editoriale
La raccolta La camera di sangue fu pubblicata per la prima volta nel 1979, ma solo due dei racconti in essa contenuti sono inediti, mentre gli altri sono ristampe, magari rivisitate o lievemente corrette, provenienti da altre fonti, come riviste, programmi radiofonici e simili.
Di seguito le loro origini:
- La camera di sangue debuttò proprio nella raccolta omonima.
- La corte di Mr. Lyon apparve originariamente nella versione inglese della rivista Vogue[7]. Fu rivisitato per questa raccolta[8].
- La sposa della tigre debuttò ne La camera di sangue.
- Il gatto con gli stivali apparve nell'antologia The Straw and the Gold, a cura di Emma Tennant, 1979[7].
- Il re degli elfi apparve in Bananas[7]. Fu riveduto per questa raccolta[8].
- La bambina di neve fu originariamente trasmesso nel programma Not Now, I'm Listening di BBC Radio 4[7]. Fu riveduto per questa raccolta[8].
- La signora della casa dell'amore apparve nella rivista The Iowa Review[7], ma la storia è stata scritta originariamente come dramma radiofonico, intitolato Vampirella e trasmesso su BBC Radio 3 nel 1976. La sua prima forma scritta fu riveduta per questa raccolta[8].
- Il lupo mannaro apparve nella rivista South-West Arts Review[7]. Fu riveduto per questa raccolta[8].
- La compagnia di lupi apparve in Bananas[7]. Fu riveduto per questa raccolta[8].
- Lupo-Alice apparve in Stand[7]. Fu riveduto per questa raccolta[8].

## Stile e temi
I racconti di Angela Carter, pur conservando quell'alone di tradizione e convenzione nella loro prosa voluttuosamente descrittiva, mettono in discussione il modo in cui le donne vengono rappresentate nelle fiabe. Per esempio, nel racconto d'apertura, La camera di sangue, rifacimento di Barbablù, la Carter gioca con le convenzioni delle fiabe canoniche: invece di essere salvata dallo stereotipato eroe maschio, la protagonista viene salvata dalla madre.
I racconti girano intorno ai temi del ruolo delle donne nelle relazioni e nel matrimonio, della loro sessualità e dell'approssimarsi della vecchiaia. La camera di sangue e La compagnia di lupi esplorano più nello specifico degli aspetti terrificanti e depravanti del matrimonio e/o del sesso e del bilanciamento del potere in tali relazioni, come dimostrano i continui richiami al marchese de Sade che si possono scorgere nel ruolo del marito nella storia che dà il nome alla raccolta. Il tema dell'identità femminile è presente nelle rivisitazioni de La Bella e la Bestia. Ne La sposa della tigre, per esempio, la Carter descrive l'eroina che stacca i petali da una rosa bianca, mentre il padre la perde al gioco, una evidente rappresentazione dello spogliarsi di Bella dei falsi strati della propria personalità alla scoperta della vera identità. Un'immagine, questa, che rispecchia la conclusione fantastica della storia. Il gatto con gli stivali è invece una storia di tutt'altro registro: dai toni allegri e scanzonati, richiamo alla commedia dell'arte, Helen Simpson vi scorge il cinismo sviluppato successivamente in Notti al circo e Figlie sagge.
Tutti i racconti sono ambientati in tempi piuttosto moderni, anche se i periodi restano un po' vaghi. Per esempio, ne La camera di sangue l'esistenza del telefono transatlantico implica una data posteriore al 1930; d'altra parte, la citazione di pittori come Gustave Moreau e Odilon Redon e dello stilista Paul Poiret (che disegna una delle gonne della protagonista) suggeriscono una data precedente al 1945. La signora della casa dell'amore è chiaramente ambientato alla vigilia della Prima Guerra Mondiale, e la bicicletta con cui il giovane soldato arriva a casa della vampira, fortemente legata alla tradizione, è simbolo dell'invasione della modernità che alterò le fondamenta della società europea dopo il 1914.

## Fortuna

### Riconoscimenti
La camera di sangue vinse il Cheltenham Festival Literary Prize nel 1979.

### Critica
La camera di sangue ricevette grandi lodi e attenzioni da parte di numerosi critici, quali Jack Zipes (che né parlò come di una "notevole collana") e Marina Warner (che, riguardo alla capacità di ispirazione dell'opera, disse che "ha girato la chiave che l'ha resa scrittrice").
Furono pubblicati molti lavori critici sull'impiego delle fiabe da parte della Carter ne La camera di sangue e in altre sue opere. L'antologia è, tra l'altro, frequente oggetto di studio nei corsi universitari di letteratura.

## Adattamenti

### Radio
Angela Carter si occupò personalmente degli adattamenti radiofonici de La compagnia di lupi e de Il gatto con gli stivali, trasmessi da BBC Radio 3 rispettivamente nel 1980 e nel 1982. L'adattamento de Il gatto con gli stivali vide Andrew Sachs nel ruolo di Figaro. Le sceneggiature di entrambi i drammi furono pubblicate in Venite su queste sabbie d'oro e nella collana postuma The Curious Room, che include anche le note di produzione.

### Cinema
Da La Compagnia dei Lupi fu tratto il film omonimo di Neil Jordan In compagnia dei lupi (1984). 
Musica
La band britannca Wolf Alice ha preso il proprio nome dall'omonimo decimo racconto della raccolta. 

### Video musicali
La band punk rock Daisy Chainsaw fece un adattamento de La signora della casa dell'amore per il video musicale del loro brano Hope Your Dreams Come True (1992), tratto dal loro 45 giri omonimo e dal successivo album Eleventeen.

### Teatro
I racconti contenuti nella raccolta furono soggetti a numerosi adattamenti teatrali. La camera di sangue ne ha visto più di uno, tra cui quello degli "Zoo District", accompagnato da un filmato amatoriale dell'adattamento di Lupo-Alice. Anche La compagnia dei lupi è stato oggetto di adattamenti teatrali amatoriali o studenteschi.

## Edizioni
- (EN) Angela Carter, The Bloody Chamber, Vintage, Croydon, 1995  [1979], ISBN 0-09-958811-0.
- (EN) Angela Carter, The Bloody Chamber, Vintage, Croydon, 2006, ISBN 0-09-958811-0: fonte per le citazioni e le note di Helen Simpson (nell'introduzione).
- Angela Carter, La camera di sangue, collana Narratori, traduzione di Barbara Lanati, Milano, Feltrinelli, 1984, ISBN 88-07-01297-9.
- Angela Carter, La camera di sangue, collana Universale economica, traduzione di Barbara Lanati, n. 1090, 2ª edizione ampliata e corretta, Milano, Feltrinelli, 1984, ISBN 88-07-81090-5.
- Angela Carter, La camera di sangue, in Nell'antro dell'alchimista, traduzione di Susanna Basso e Rossella Bernascone, introduzione di Salman Rushdie, I, collana La scala, Milano, Rizzoli, 1997,  pp. 155–315, ISBN 88-17-67079-0.
- Angela Carter, La camera di sangue, in Il vuoto attorno, traduzione di Susanna Basso e Rossella Bernascone, introduzione di Salman Rushdie, collana  Scrittori di tutto il mondo, Milano, Corbaccio, 2005, ISBN 88-7972-586-6.
- Angela Carter, La camera di sangue, in Nell'antro dell'alchimista, traduzione di Susanna Basso e Rossella Bernascone, introduzione di Salman Rushdie, I, collana Le strade, n. 414, Roma, Fazi Editore, 2019,  pp. 185–374, ISBN 978-88-9325-505-9.